# Friedrich Siegenthaler
Friedrich Siegenthaler (* 22. April 1872 in Trub; † 15. Dezember 1942 in Langnau im Emmental) war ein Schweizer Politiker der Bauern-, Gewerbe- und Bürgerpartei (BGB).

## Biografie
Friedrich Siegenthaler wurde am 22. April 1872 als Sohn des Landwirts Johann Siegenthaler in Trub geboren, wo er die Primarschule besuchte. Im Jahre 1900 heiratete er Rosette Siegenthaler. Mit ihr hatte er einen Sohn und drei Töchter.
Von 1907 bis 1942 war er Vorstandsmitglied des Zentralverbands Schweizerischer Milchproduzenten (ZVSM), ab 1912 als Vizepräsident und ab 1920 als Präsident. Beim Bernischen Verband der Milch- und Käsereigenossenschaften war er Mitbegründer, von 1912 bis 1914 Vizepräsident und von 1914 bis 1922 Präsident. Von 1918 bis 1938 war er Präsident der Aufsichtskommission der landwirtschaftlichen Schule Schwand bei Münsingen. Beim Schweizerischen Bauernverband (SBV) war er 1930 im Vorstand, war Vizepräsident und von 1930 bis 1942 Mitglied des leitenden Ausschusses. Auch war er von 1930 bis 1942 Präsident der Milchpulverfabrik Sulgen. Bei der Emmental AG Zollikofen war er Mitglied des Verwaltungsrates und des Ausschusses und 1928 Verwaltungsratsvizepräsident. Ausserdem war er einst Mitglied des Verwaltungsrats und der Direktionskommission der Schweizerischen Käseunion (SKU), Sekretär der Holzverwertungsgenossenschaft Trub und Präsident und Initiant des Bernischen Waldwirtschaftsverbands.

## Politische Karriere
Von 1910 bis 1926 war Siegenthaler Mitglied des Grossen Rates des Kantons Bern und 1923/24 Grossratspräsident. Zudem war er von 1919 bis 1935 Mitglied des Nationalrats.